# Биста Благоја Николића
Биста Благоја Николића подигнута је 2. августа 1953 год. на лесковачком брду Хисар. Аутор бисте је проф. Душан Николић, вајар из Београда.

## Биографијa
Благоје Николић је рођен 1885. године у Лесковцу. Био је столарски радник, учесник Октобарске револуције, делегат у Дрездену на Четвртом конгресу Комунистичке партије Југославије 1928. када је изабран за члана Централног комитета Комунистичке партије Југославије. Био је председник Месног синдикалног већа Независних синдиката, хапшен и прогањан од буржоаске власти, илегалац, истакнути политички радник у остваривању програма Комунистичке партије Југославије. Организовао је устанак 1941. године. Био је борац Посавског народноослободилачког партизанског одреда. Погинуо је на Сутјесци 5. јуна 1943. године.